# Lycaena oranigra
Lycaena oranigra är en fjärilsart som beskrevs av Lucas 1889. Lycaena oranigra ingår i släktet Lycaena och familjen juvelvingar. Inga underarter finns listade i Catalogue of Life.